# Pogórze (Grande-Pologne)
Pour les articles homonymes, voir Pogórze.
Pogórze (prononciation : [pɔˈɡuʐɛ], en allemand : Sakollnower Feld) est un  village polonais de la gmina de Krajenka dans le powiat de Złotów de la voïvodie de Grande-Pologne dans le centre-ouest de la Pologne.
Il se situe à environ 4 kilomètres à l'ouest de Krajenka (siège de la gmina), 10 kilomètres au sud-ouest de Złotów (siège du powiat), et à 100 kilomètres au nord de Poznań (capitale de la Grande-Pologne).

## Histoire
De 1975 à 1998, le village faisait partie du territoire de la voïvodie de Piła.

Depuis 1999, Pogórze est situé dans la voïvodie de Grande-Pologne.
Le village possède une population de 130 habitants.